# Сассокорваро
Сассокорва́ро (итал. Sassocorvaro) — бывшая самостоятельная коммуна в Италии, располагается в регионе Марке, в провинции Пезаро-э-Урбино. С 1 января 2019 года является фракцией объединённой коммуны Сассокорваро-Аудиторе.
Покровителем коммуны почитается святой Иоанн Креститель, празднование 2 июля.

## Демография
Динамика населения:

## Администрация коммуны
- Официальный сайт: http://www.comune.sassocorvaroauditore.pu.it/